# Tung Čchi-čchang
Tung Čchi-čchang (čínsky pchin-jinem Dǒng Qíchāng, znaky 董其昌, 1555–1636), byl čínský učenec mingského období. Proslul jako malíř, kaligraf a mimořádně vlivný historik a teoretik umění, autor „teorie severní a jižní školy“.

## Jména
Tung Čchi-čchang používal zdvořilostní jméno Süan-caj (čínsky pchin-jinem Xuánzǎi, znaky 玄宰) a pseudonymy S’-paj (čínsky pchin-jinem Sībái, znaky 思白) a Siang-kuang ťü-š’ (čínsky pchin-jinem Xiāngguāng jūshì, znaky 香光居士).

## Život a dílo

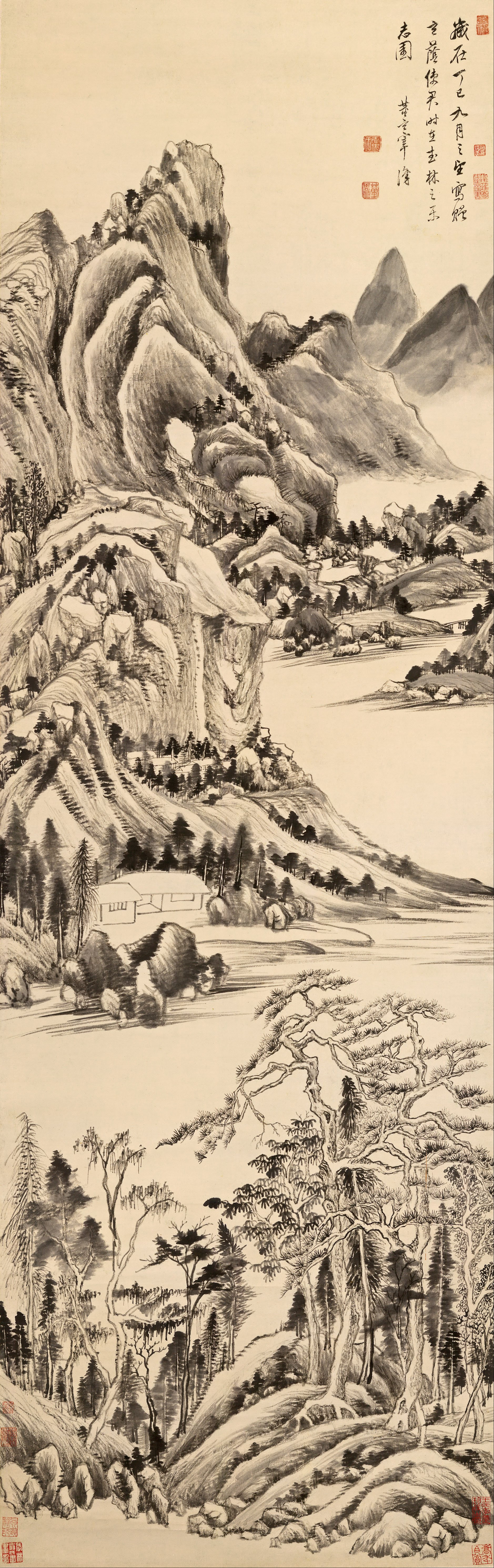
Tung Čchi-čchang, Horská krajina, 1617, National Gallery of Victoria

Tung Čchi-čchang pocházel z Chua-tchingu v prefektuře Sung-ťiang (dnes je Chua-tching městys v městském obvodu Ťia-ting v Šanghaji). Od mládí byl uznávaný učenec, v pětatřiceti letech (1589) složil palácové zkoušky – nejvyšší stupeň úřednických zkoušek – a získal hodnost ťin-š’. Poté sloužil ve státní správě, časem z nižších regionální úřadů postoupil výše, až roku 1621 dosáhl jmenování náměstkem ministra obřadů. Do politiky se nevměšoval, místo ní se věnoval umění – poezii, kaligrafii, malířství. Oblíbil si buddhismus v jeho čchanové verzi, přičemž dle svých slov, dosáhl „náhlého osvícení“. Ještě více se věnoval taoismu, přitom však plně sdílel morálku a etiku konfuciánství. Vynikal v literární kompozici, malbě i kaligrafii. Byl také sběratel a znalec, na mnoha dílech se zachovala jeho hodnocení a nápisy.
Své názory na teorii a historii umění vyložil v několika pojednáních, zejména v Chua-č’ (畫旨, Smysl malířství) a Chua-jen (畫眼, Prohlídka malířství). V nich představil „teorii severní a jižní školy“. Prohlásil, že tchangský malíř Li S’-sün (653–718), který tvořil barevné zelenomodré krajiny, byl zakladatelem severní školy tíhnoucí k profesionální malbě líbivých děl na zakázku; kdežto tchangský malíř Wang Wej (asi 699–760) byl podle něj zakladatel jižní školy tvořící pouze tuší, literátského malířství snažícího se o vyjádření myšlenek tvůrce a neohlížejícího se na materiální prospěch. Jižní směr považoval za umělecky hodnotnější.
K reprezentantům severní školy po jejím zakladateli počítal jeho syna Li Čao-taoa; pak severosungské Čao Kana, Čao Po-ťüa, Čao Po-sua, jihosungské Ma Jüana a Sia Kueje. Jižní školu reprezentovali kromě Wang Weje také tchangští Čang Cao, Ťing Chao, Kuan Tchung z období pěti dynastií, sungští Kuo Čung-šu, Tung Jüan a Ťü-žan, Mi Fu a Mi Jou-žen, čtyři jüanští mistři. Za cíl umělce považoval ne zpodobení vnějšího vzhledu okolního světa, ale vystižení vnitřní, duchovní, podstaty zobrazovaného. Proto si necenil dekorativnosti a povrchní líbivosti profesionálních malířů. Zdůrazňoval nutnost studia mistrů minulosti, snahu o souznění s duchem jejich prací, současně však odmítal prosté kopírování jejich děl. Jeho názory byly po staletí velmi vlivné, s přehodnocováním „teorie severní a jižní školy“ se začalo až ve 20. století.
Psal i o dějinách kaligrafie, přičemž vyzdvihoval oba Wangy (Wang Si-č’a a Wang Sien-č’a). Mistry svého sungťiangského regionu stavěl výše než kaligrafy ze Su-čou.
Ve svém díle v kaligrafii vycházel ze stylu Čao Meng-fua a Wen Čeng-minga, v malbě Tung Jüana a Ťü-žana. Maloval především monumentální krajiny, Své zásady aplikoval i na ně, s lehkostí mísil variace na styly minulých mistrů aniž by opakoval nějaké konkrétní dílo, čímž vytvářel dojem originality.
Z Tung Čchi-čchanga vycházeli jeho žák Wang Š’-min, ortodoxní malíři čchingské doby, ale i Š’-tchao a Pa-ta šan-žen.

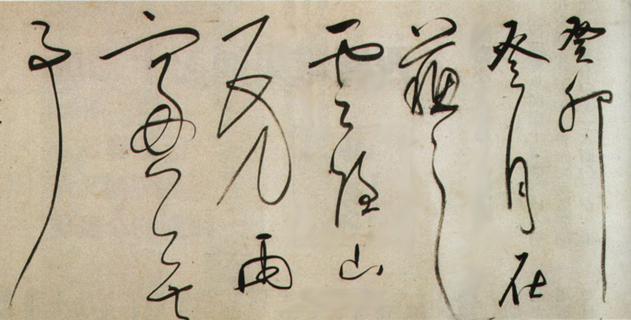
Kaligrafie Tung Čchi-čchanga, 1603. Tokijské národní muzeum
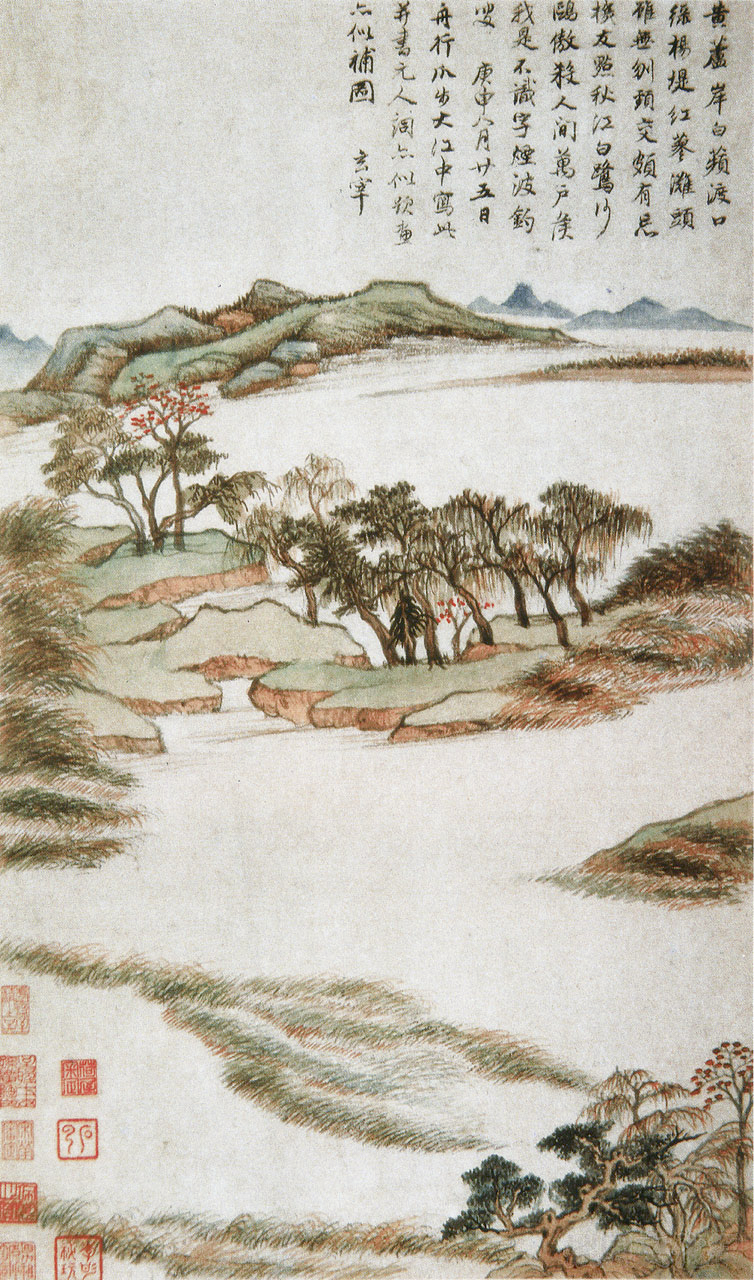
Osm podzimních scén, 1620, čtvrtý list z alba, Šanghajské muzeum
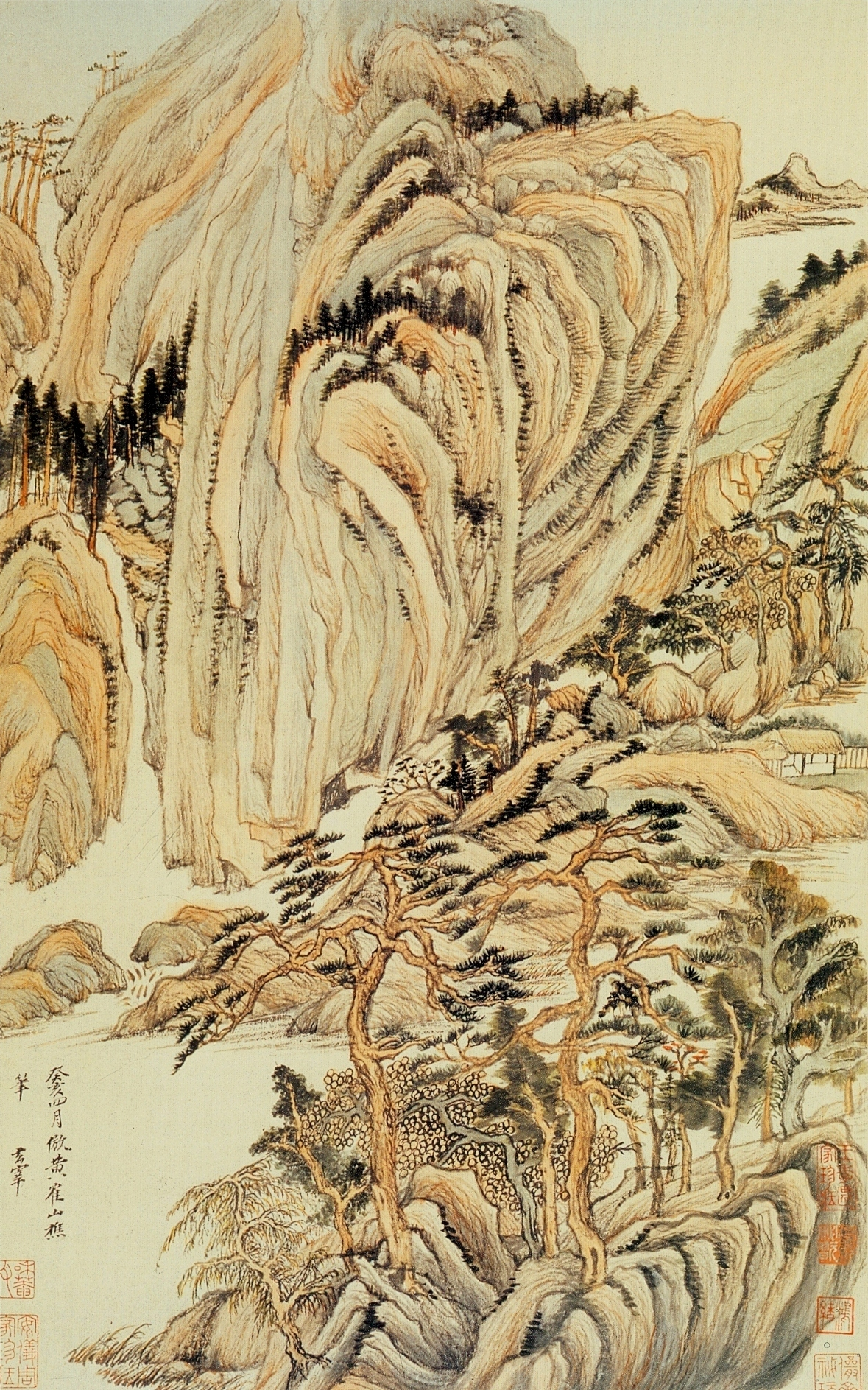
Krajiny ve stylu starých mistrů, 1621–24. druhý list z desetidílného alba, Nelson-Atkins Museum of Art
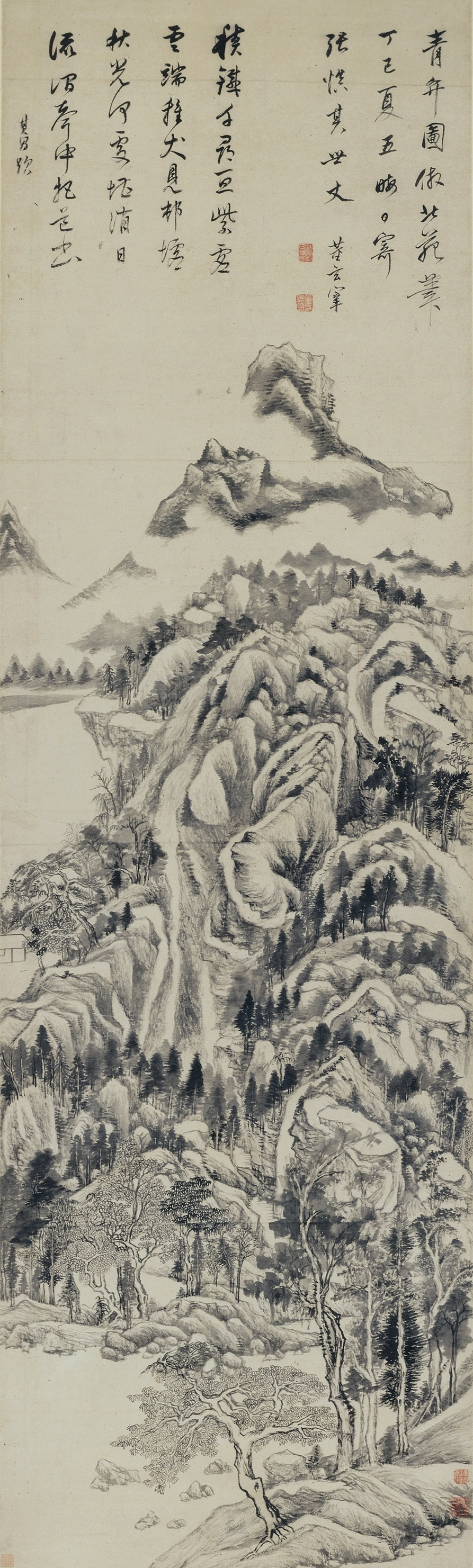
Hory Čching-pien ve stylu Tung Jüana, 1617, Cleveland Museum of Art